# Fossegrimen
Fossegrimen is een toneelstuk met muziek van een samenwerkingsverband tussen Sigurd Eldegard en Johan Halvorsen. Het wordt gezien als trollenspel. 

## Geschiedenis
De schrijver Eldegard was acteur bij het Nationaal Theater in Kristiania (nu Oslo) en diende een “libretto” in bij een wedstrijd voor nieuwe stukken in nynorsk. Hij baseerde zijn verhaal vrijelijk op het leven van Torgeir Augundsson, tot op heden plaatselijk bekend als een van de beste bespelers van de hardangerviool. Alhoewel hij als bijnaam "Myllarguten" (zoon van de molenaar) had, leeft de legende voort dat hij het bespelen van het snaarinstrument heeft geleerd van Fossegrimen, “hoofd muziek” van de onderwereldschepselen. Eldegard breidde het verhaal uit en vertelde ook over de ontmoeting van Augundsson en Ole Bull, een andere meester in het bespelen van de fiddle (en viool).
De componist Halvorsen gaf leiding aan het orkest van het Nationaal Theater. Hij kwam daar in dienst in 1899. Zijn kennismaking met de hardangerviool kwam tijdens zijn huwelijksreis met zijn vrouw Annie, een nicht van Edward Grieg. Zij reisden af naar de Hardangerfjord. Zij deden dat niet alleen om hun bruiloft te vieren, maar ook om kennis te vergaren over de plaatselijke volksmuziek, onder anderen de slåtter waarin de hardangerviool een essentiële rol is toebedeeld. Halvorsen had het bespelen van dat instrument snel onder de knie; kon een jaar later een dergelijk instrument aanschaffen en zat vanaf toen ook in de jury van diverse concoursen. In 1901 kreeg Halvorsen het verzoek van Grieg om slåtter te verzamelen en deze om te zetten zodat ze bespeelbaar werden op die viool. Degene die hem daarin begeleidde was Knut Dahle, die dan weer de docent was van Augundsson. Een en ander zou uiteindelijk leiden tot Slåtter opus 72 van Grieg.
Geschiedenis en toneel samenvoegend werd een ideaal bereikt. Eldegard schreef een werk over de Hardangerviool en Halvorsen, leider van het orkest kon het instrument bespelen en deed dat ook. Het geheel ging in première op 29 januari 1905 in het National Theater in Kristiania.

## Indeling
Het geheel is ingedeeld met ouverture en vier akten
1. Ouverture
2. Acte I
  1. Nisserne paa laaver (gnomes in de boerderij) (in het tempo van de gangar, moderato)
  2. Melodrama (allegro moderato, vivo, tempo van lentedans, presto)
  3. Nissespil (gangartempo)
  4. Fossefallen (allegro)
  5. Torgeirs sang (lied van Torgeir) (andante)
  6. Auds sang melodrama (lied van Aud) (andante)
  7. Auds sang (andante con moto)
  8. Huldremoyarnes dans (dans van jonge nymfen) (allegretto grazioso)
3. Acte II
  1. Bruremarsch (bruidsmars) (allegretto marciale)
  2. Springdans
  3. Kjokemeistarens vide (lied van de ceremoniemeester)(gangartempo)
  4. Springar
4. Acte III
  1. Fanitullen (dans van duivels) (allegro con fuoco)
5. Acte IV
  1. Julekvaeld i skogen (Kerstavond in het bos) (andante con moto)
  2. Salme (Psalm)
  3. Overgangsmusik til siste avdeling
  4. Melodrama og Auds sang (allegro)
  5. Finale

## Muziek
De muziek is ook als bovenstaande ingedeeld en is een mengeling van de aangehaalde volksmuziek en klassieke muziek. De solist in dit spel is de bespeler van de hardangerviool, die zelf ook viool speelt en ook het verhaal hier en daar vertaald. De muziek in grotendeels romantisch van aard en erg behoudend. In tegenstelling tot de Noorse klassieke muziek van het eind van de 20e eeuw was er weinig vernieuwing. Dat stond de Noorse bevolking toe, want het werk werd voor weken achtereen uitgevoerd. In weerwil van de romantiek met Sturm und Drang klinkt de muziek in Fossegrimen speels, mede door de integratie van de volksmuziek. 

### Orkestratie
- hardangerviool (solo)/viool/spreekstem
- tenor (track 5)
- sopraan (track 8); jongenssopraan (track 16)
- bariton (track 12)
- koor (track 5 en 19)
- 2 dwarsfluiten//piccolo's, 2 hobo’s,  2 klarinetten, 2 fagotten
- 4 hoorns, 2 trompetten, 3 trombones, 0 tuba
- pauken,  1 man/vrouw percussie, 1 harp
- violen, altviolen, celli, contrabassen

### Suite
Aangemoedigd door het grote succes van Fossegrimen besloot Halvorsen van de muziek een orkestsuite te schrijven, de "Dramatisk Suite For Orkester Nr. IV, Op. 21", bestaande uit vijf delen, met:
1. Fossegrimen   (allegro moderato)
2. Huldremoyarnes dans 	(allegretto grazioso)
3. Bruremarsch	(allegretto marciale - coda)
4. Melodrama og Auds sang  (allegro - andante - andante con moto)
5. Fanitullen  (allegro con fuoco - coda - andante)

## Discografie
- Uitgave Simax:  diverse solisten, Nationaal Symfonieorkest van Letland o.l.v. Terje Mikkelsen
- Uitgave Naxos: Oslo Filharmoniske Orkester o.l.v. Oivin Fjeldstad